# Rainer Siegel
Rainer Siegel (* 5. Oktober 1963 in Linz, Oberösterreich) ist ein österreichischer Jurist und Schriftsteller.

## Leben
Rainer Siegel absolvierte das Akademische Gymnasium in Linz. Ab 1982 studierte er in Linz, Salzburg und Straßburg Rechtswissenschaften und promovierte an der JKU Linz über Kirchenfinanzierung in Österreich und Frankreich. Betriebswirtschaftliche Studien führten ihn nach Belgien, Frankreich und in die Schweiz, wo er detaillierte Länderkenntnisse erwarb, die sich heute in seinen Büchern wiederfinden.
Nach etwa zehn Jahren in der Sportartikelindustrie und Beratertätigkeit bei einer  Unternehmensberatung wechselte er Mitte der 1990er Jahre zu einem  Finanzdienstleistungsunternehmen, für das er seitdem als selbständiger Partner in Berlin tätig ist. Seit 2001 ist er Dozent für Kirchenrecht an der Universität Potsdam und berät kirchliche Institutionen in Finanzfragen.
Nach verschiedenen wissenschaftlichen Veröffentlichungen, unter anderem im „Archiv für katholisches Kirchenrecht“, begann er 2007, während einer Genesung nach einem Flugsportunfall, Thriller mit aktuellem wirtschaftlichem, kulturellem und wissenschaftlichem Hintergrund zu schreiben.
Er lebt mit seiner Frau und seinen beiden Töchtern in Berlin.

## Bücher
- Gier, Roman, April 2010, 210 S., Verlag Resistenz. ISBN 978-3-85285-191-4
- Der Metz Papyrus, Roman 2010, ISBN 978-3-939475-25-5, 454 S., Verlag Schweitzerhaus
- vera icona domini – Das wahre Abbild des Herrn, Roman, 2010, ISBN 978-3-939475-88-0, 429 S., Verlag Schweitzerhaus
- Die Finanzierung anerkannter Kirchen und Religionsgemeinschaften. Ein Vergleich zwischen Österreich und Frankreich: ISBN 978-3-85320-665-2, 196 S., Universitätsverlag Trauner
- Die Knopfkönigin. Roman. Insel Verlag, Berlin 2013, ISBN 978-3-458-35909-8